# Абдуллаєв Ровнаг Ібрагім огли
Ровнаг Абдуллаєв (азерб. Rövnəq İbrahim oğlu Abdullayev; нар. 3 квітня 1965, Нахічевань, Азербайджанська РСР, СРСР) — азербайджанський державний діяч, президент Державної нафтової компанії Азербайджанської Республіки (ДНКАР).
У 1982 році вступив до Азербайджанського інженерно-будівельного інституту на факультет «Промислове та цивільне будівництво». У 1983–1985 рр. служив у Радянській армії, в 1985 році був переведений до Московського інженерно-будівельного інституту імені В. В. Куйбишева, у 1989 році, закінчивши інститут, почав працювати на платформі «Нафтові Камені».
Із 1990 року працював у НМДУ «28 Травня», у відділі капітального будівництва на посаді інженера, 1991 р. був підвищений до начальника виробничо-технічного відділу будівельно-монтажного управління № 3 тресту «Каспморнафтогазбуд», 1994 року — до посади головного інженера даного управління. З 1997 року — завідувач трестом «Каспморнафтогазбуд». 31 березня 2003 року розпорядженням Президента Азербайджанської Республіки було призначено на посаду директора нафтопереробного заводу імені Гейдара Алієва. Із 2005 року — президент ДНКАР.
Одружений, має сина та дочку.